# Deutscher Fernsehpreis 2018
| Logo des Deutschen Fernsehpreises 2018 |
| -------------------------------------- |

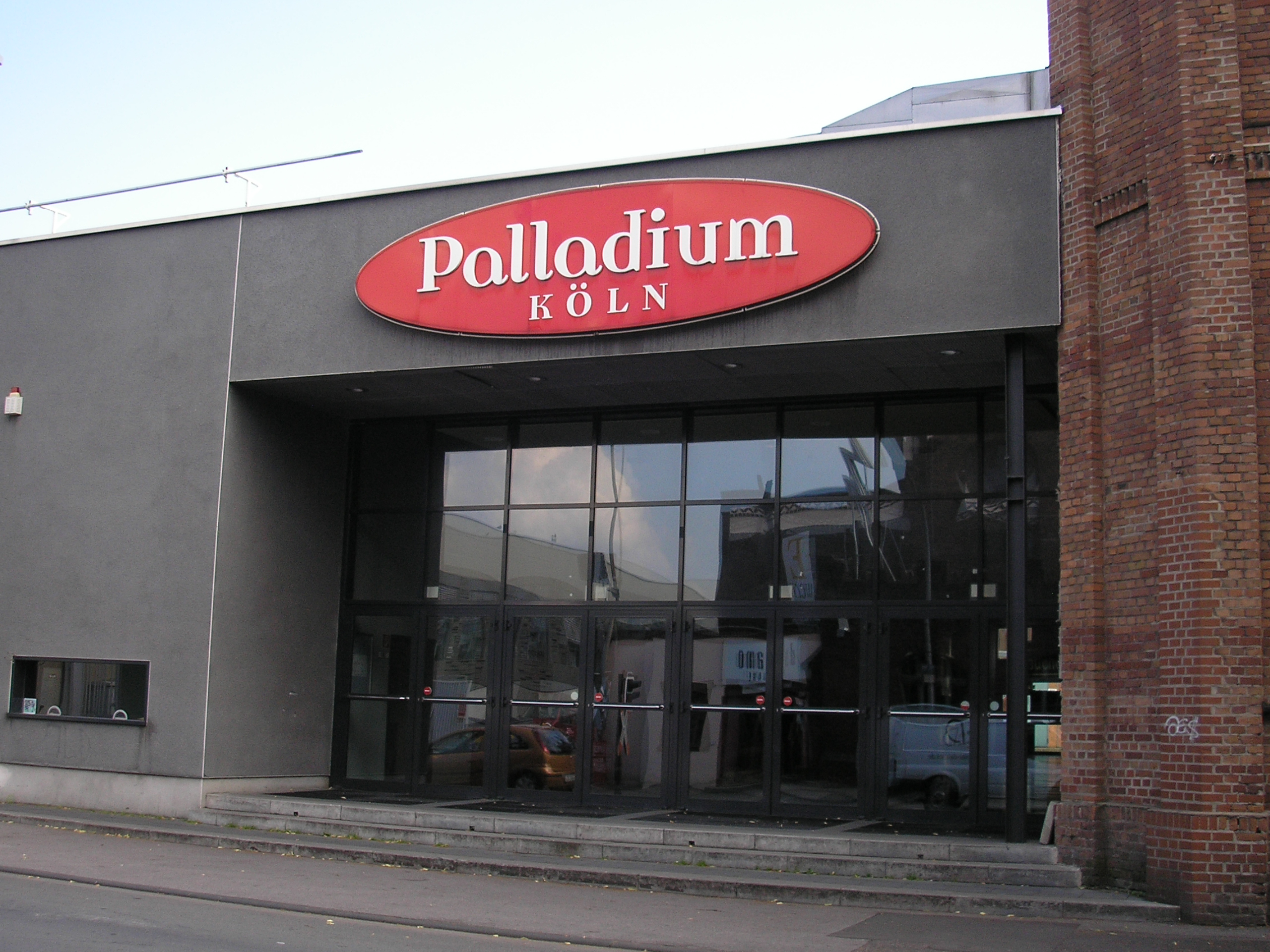
Das Palladium, Veranstaltungsort der Verleihung 2018

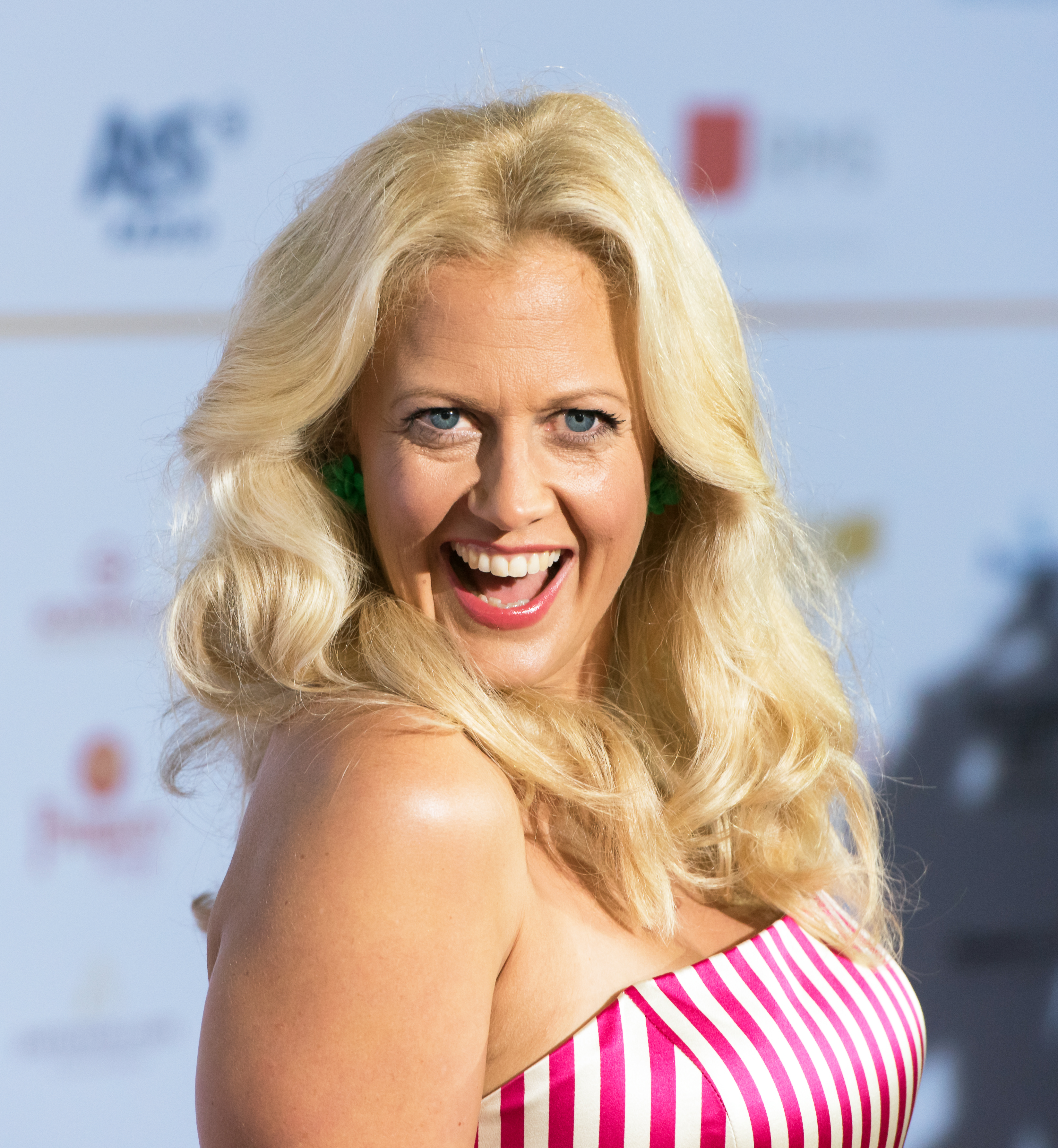
Barbara Schöneberger, Moderatorin der Verleihung 2018

Die Verleihung des Deutschen Fernsehpreises 2018 fand am 26. Januar 2018 im Rahmen eines Branchentreffens erstmals im Palladium in Köln statt. Die Moderation der 19. Verleihung dieser Auszeichnung übernahm zum dritten Mal in Folge Barbara Schöneberger.
Federführend für die Ausrichtung war Sat.1 unter der Verantwortung von Stephanie Prehn.
Vor der Verleihung wurde der Umgang mit Drehbuchautoren in der Einladungs- und Nominierungspolitik kritisiert.

## Jury
Die Jury für den Deutschen Fernsehpreis 2018 bestand aus
- Lutz Carstens (Chefredakteur TV Spielfilm) als Vorsitzender

sowie aus
- Christian Becker (Produzent, Rat Pack Filmproduktion),
- Steffen Hallaschka (Moderator/Fernsehjournalist),
- Bettina Josmann (Producerin Caligari Entertainment),
- Peter Nadermann (Produzent/Geschäftsführer Nadcon),
- Diemut Roether (Journalistin, verantwortliche Redakteurin epd medien),
- Christiane Ruff (Geschäftsführerin ITV Studios Germany),
- Jürgen Schulte (Geschäftsführer Ansager & Schnipselmann),
- Marcus Uhl (Geschäftsführer Bilderfest),
- Wilfried Urbe (freier Medienjournalist)

und aus
- Stephanie Prehn (Sendervertreterin Sat.1/Programm Manager Show),
- Jan Peter Lacher (Sendervertreter RTL/Bereichsleiter Programmplanung RTL, Leiter RTLplus),
- Stefan Wirtz (Sendervertreter WDR/HA Programmmanagement) und
- Frank Zervos (Sendervertreter ZDF/CvD Programmdirektion).

## Preisträger und Nominierungen
| Film/Format                   | N | A |
| ----------------------------- | - | - |
| Babylon Berlin                | 8 | 4 |
| 4 Blocks                      | 6 | 3 |
| Das Verschwinden              | 5 | 2 |
| Der gleiche Himmel            | 4 | 0 |
| Blaumacher                    | 2 | 0 |
| Brüder                        | 2 | 1 |
| Charité                       | 2 | 0 |
| Hindafing                     | 2 | 0 |
| Nackt. Das Netz vergisst nie. | 2 | 0 |
| Katharina Luther              | 2 | 0 |
| Tod im Internat               | 2 | 0 |

Die Nominierungen wurden wie im Vorjahr nach den drei Programmbereichen Fiktion, Unterhaltung sowie Information und Sport bekanntgegeben. Am 19. Dezember 2017 wurden die Nominierungen für die fiktionalen Kategorien bekannt, am 10. Januar 2018 für die restlichen Kategorien.

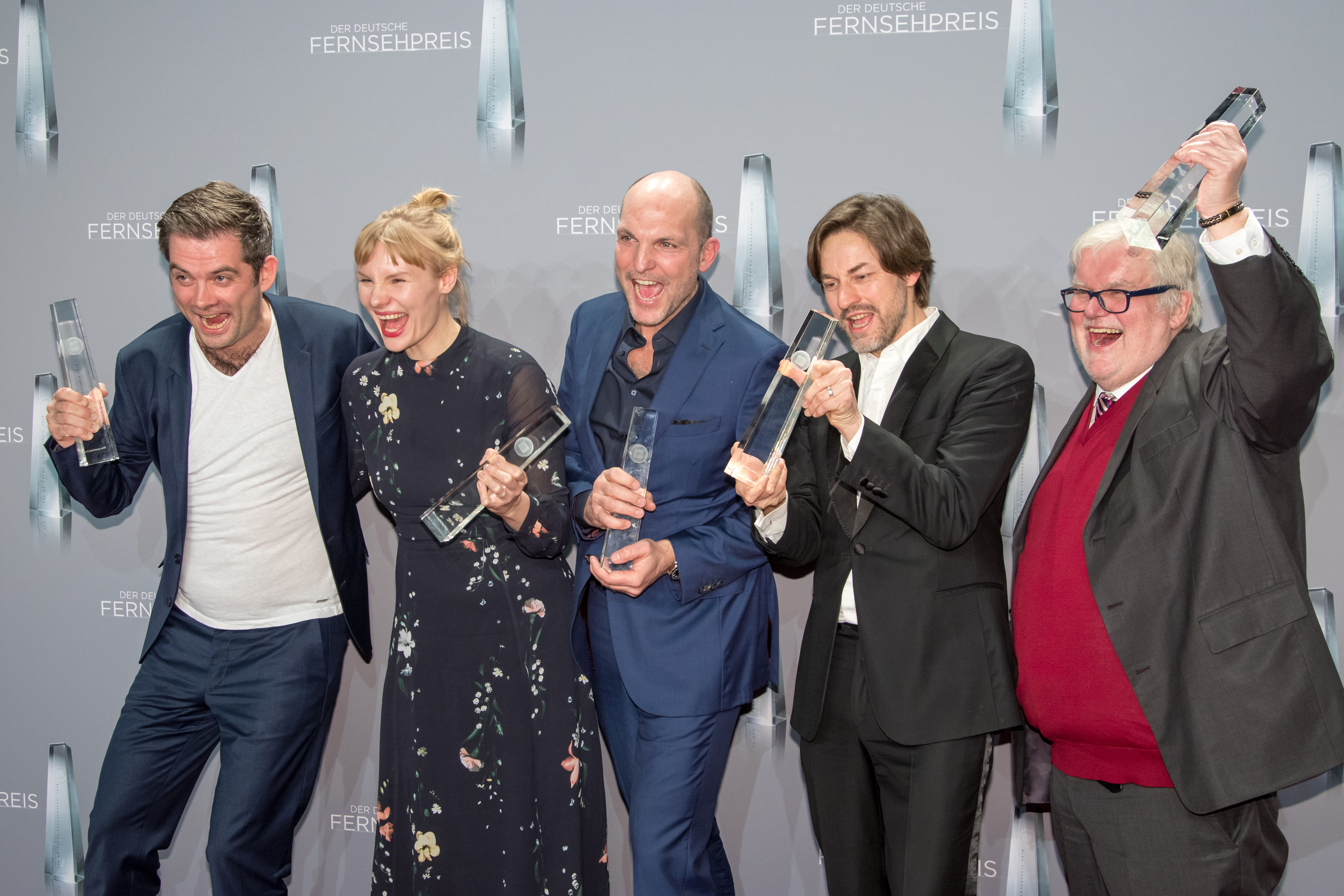
Team von Eine unerhörte Frau

### Bester Fernsehfilm

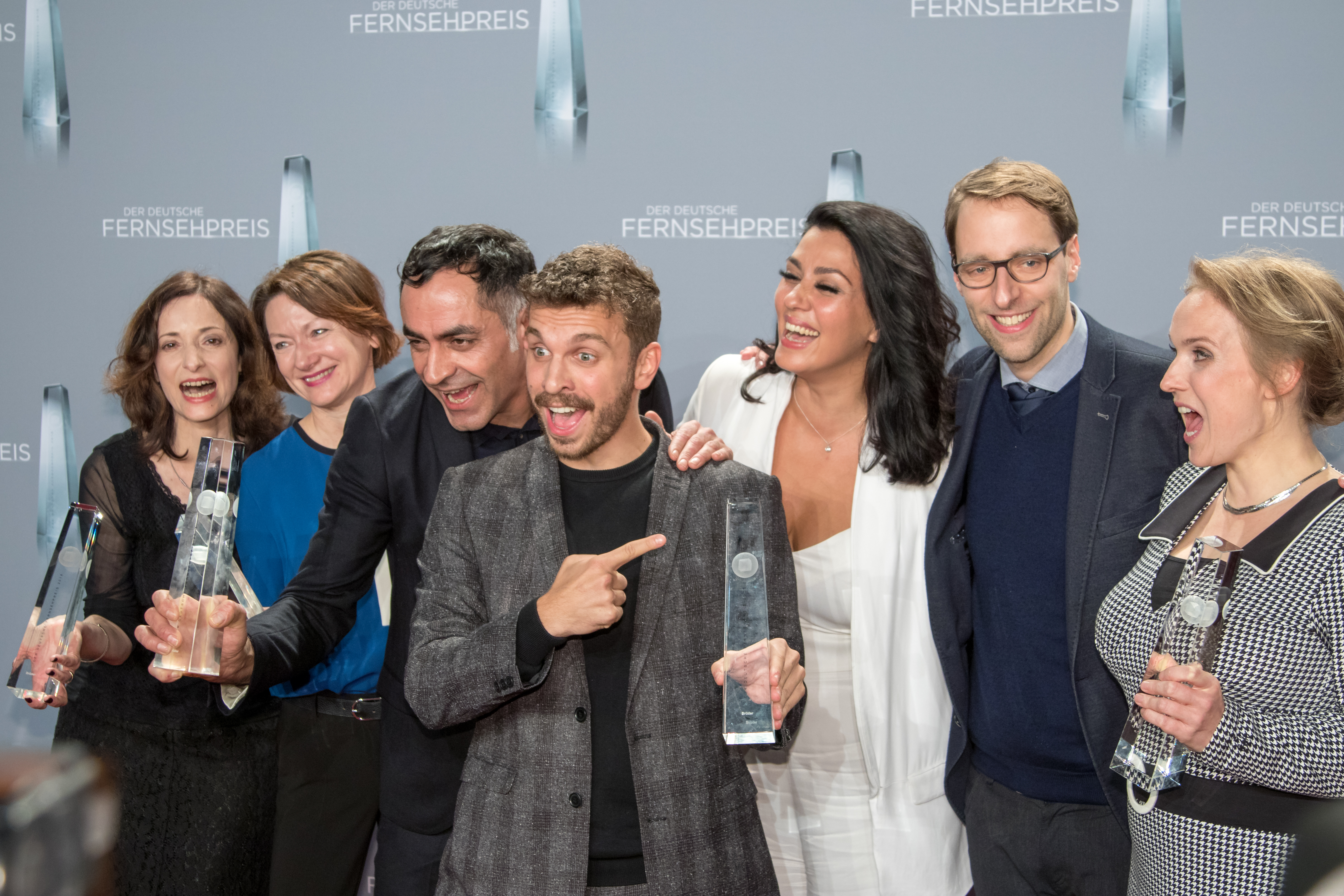
Team des Mehrteilers Brüder mit dem Preis

Eine unerhörte Frau (ZDF/Arte)
Katharina Luther (ARD/MDR/BR/SWR)
Zuckersand (ARD/BR/MDR)

### Bester Mehrteiler
Brüder (ARD/SWR)
Der gleiche Himmel (ZDF)
Tod im Internat (ZDF)

### Beste Drama-Serie
Babylon Berlin (Sky/ARD)
Charité (ARD/MDR)
Hindafing (BR)
Das Verschwinden (ARD/BR/NDR/SWR)
4 Blocks (TNT Serie)

### Beste Comedy-Serie

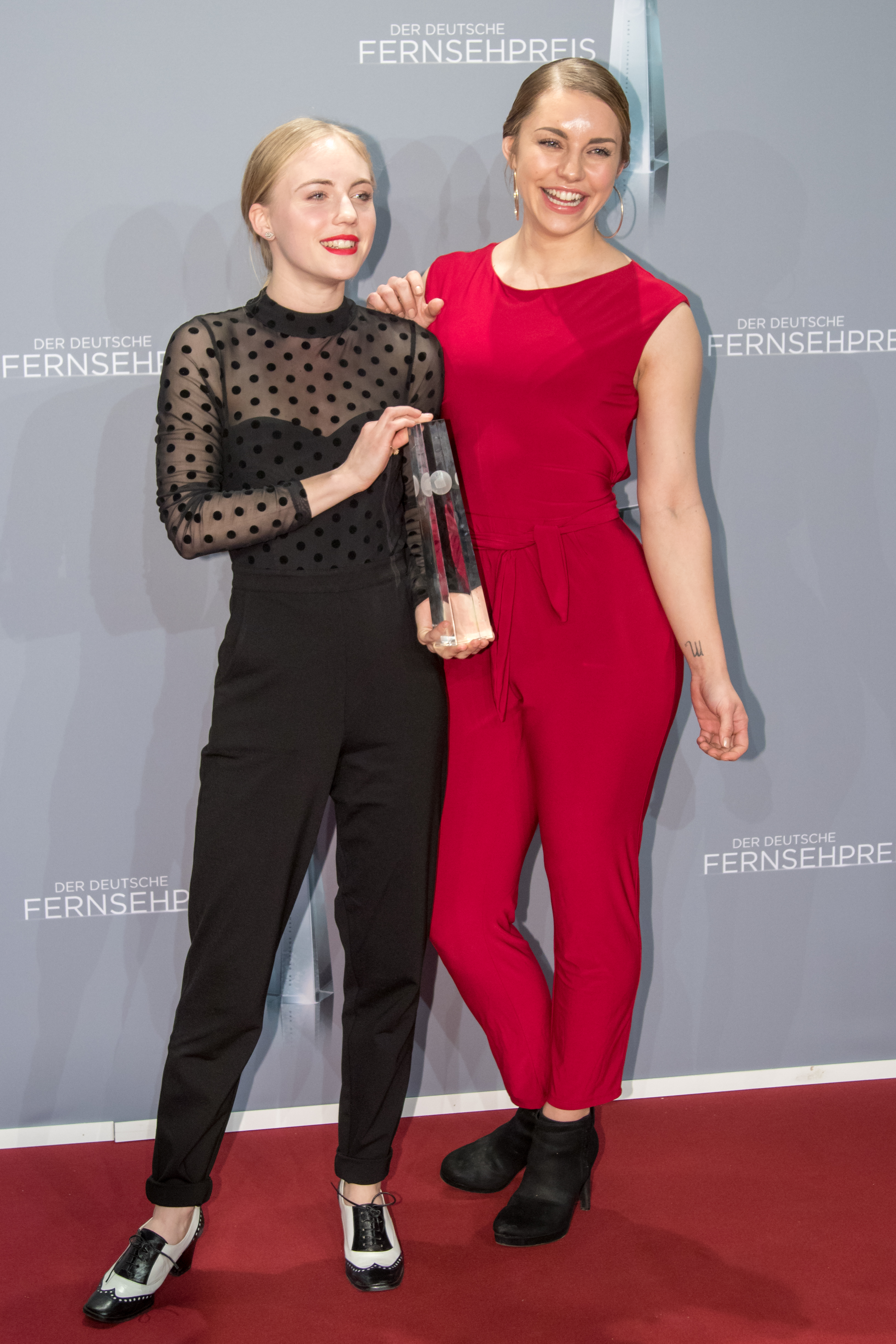
Johanna Ingelfinger und Elisa Schlott mit dem Preis für die abwesende Kollegin Julia Jentsch (beste Schauspielerin)

Magda macht das schon! (RTL)
Blaumacher (ZDFneo)
jerks. (ProSieben/maxdome)

### Beste Schauspielerin
Julia Jentsch für Das Verschwinden (ARD/BR/NDR/SWR)
Liv Lisa Fries für Babylon Berlin (Sky/ARD)
Anna Schudt für Ein Schnupfen hätte auch gereicht (RTL)
Nadja Uhl für Tod im Internat (ZDF)
Felicitas Woll für Nackt. Das Netz vergisst nie. (Sat.1) und Das Nebelhaus (Sat.1)

### Bester Schauspieler
Kida Khodr Ramadan für 4 Blocks (TNT Serie)
Maximilian Brückner für Hindafing (BR) und Zwischen Himmel und Hölle (ZDF)
Edin Hasanović für Brüder (ARD/SWR)
Peter Kurth für Babylon Berlin (Sky/ARD)
Tom Schilling für Der gleiche Himmel (ZDF)

### Beste Regie

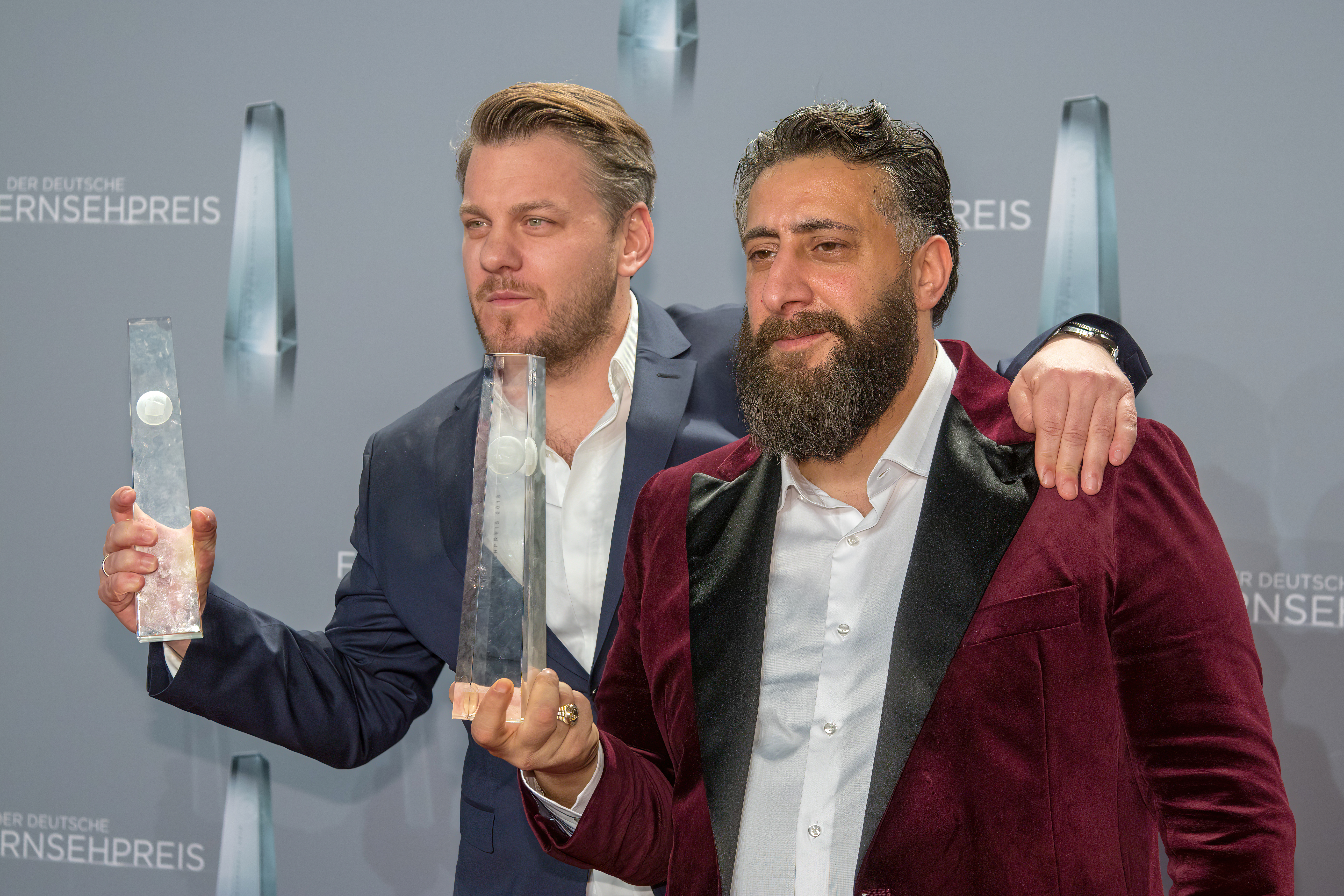
Marvin Kren (beste Regie) mit Kida Khodr Ramadan (bester Schauspieler) aus dem Team von 4 Blocks

Marvin Kren für 4 Blocks (TNT Serie)
Hans-Christian Schmid für Das Verschwinden (ARD/BR/NDR/SWR)
Tom Tykwer, Henk Handloegten und Achim von Borries für Babylon Berlin (Sky/ARD)

### Bestes Buch
Hans-Christian Schmid und Bernd Lange für Das Verschwinden (ARD/BR/NDR/SWR)
Hanno Hackfort, Richard Kropf und Bob Konrad für 4 Blocks (TNT Serie)
Anne-Marie Keßel für Nackt. Das Netz vergisst nie. (Sat.1)

### Beste Kamera

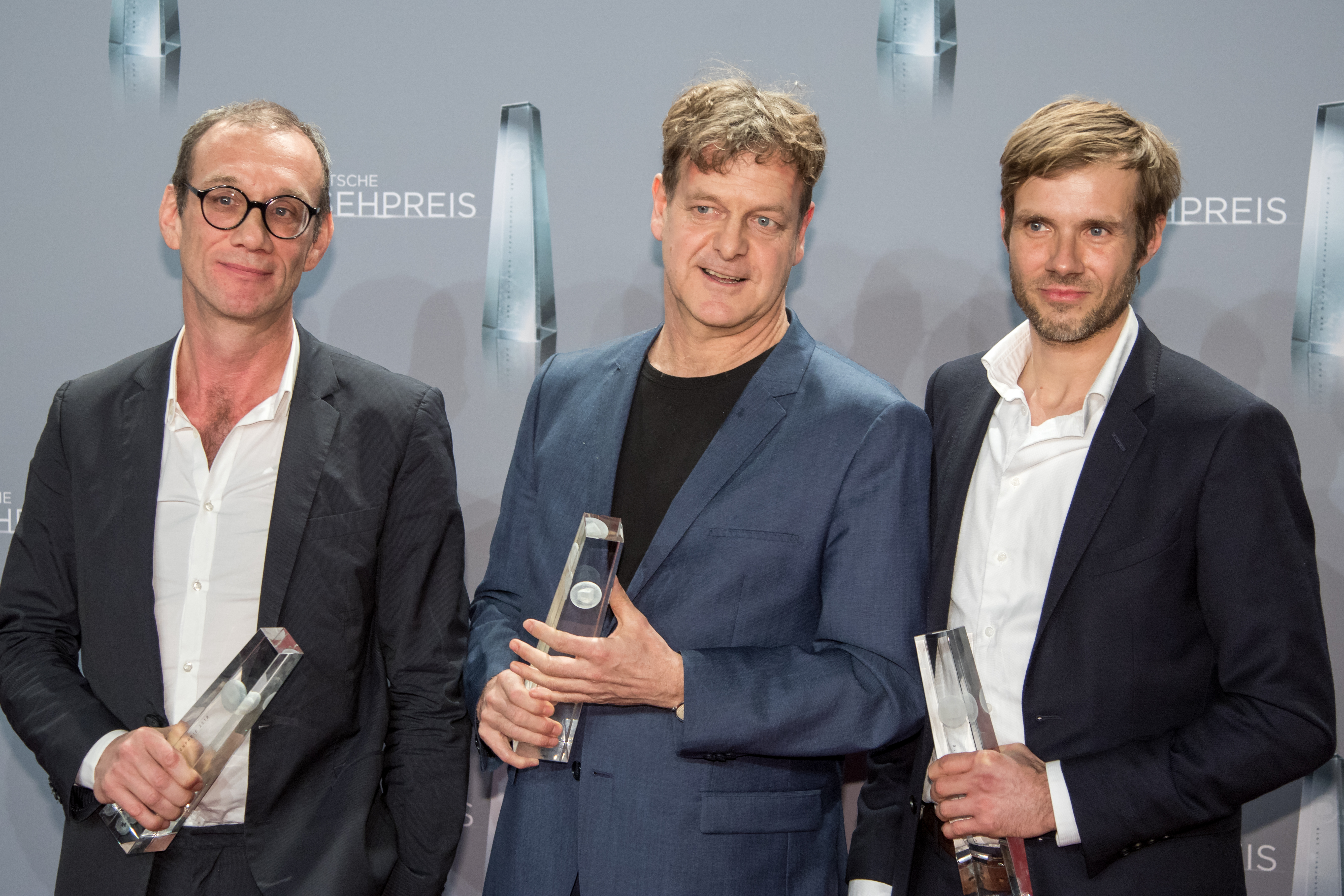
Frank Griebe, Bernd Fischer, Philipp Haberlandt für Babylon Berlin (beste Kamera)

Frank Griebe, Bernd Fischer und Philipp Haberlandt für Babylon Berlin (Sky/ARD)
Eeva Fleig für Blaumacher (ZDFneo)
Judith Kaufmann für Der gleiche Himmel (ZDF) und Tatort: Amour Fou (ARD/rbb)

### Bester Schnitt
Jan Hille und Lars Jordan für 4 Blocks (TNT Serie)
Darius Simaifar für Alarm für Cobra 11 (RTL)
Antje Zynga, Alexander Berner und Claus Wehlisch für Babylon Berlin (Sky/ARD)

### Beste Musik

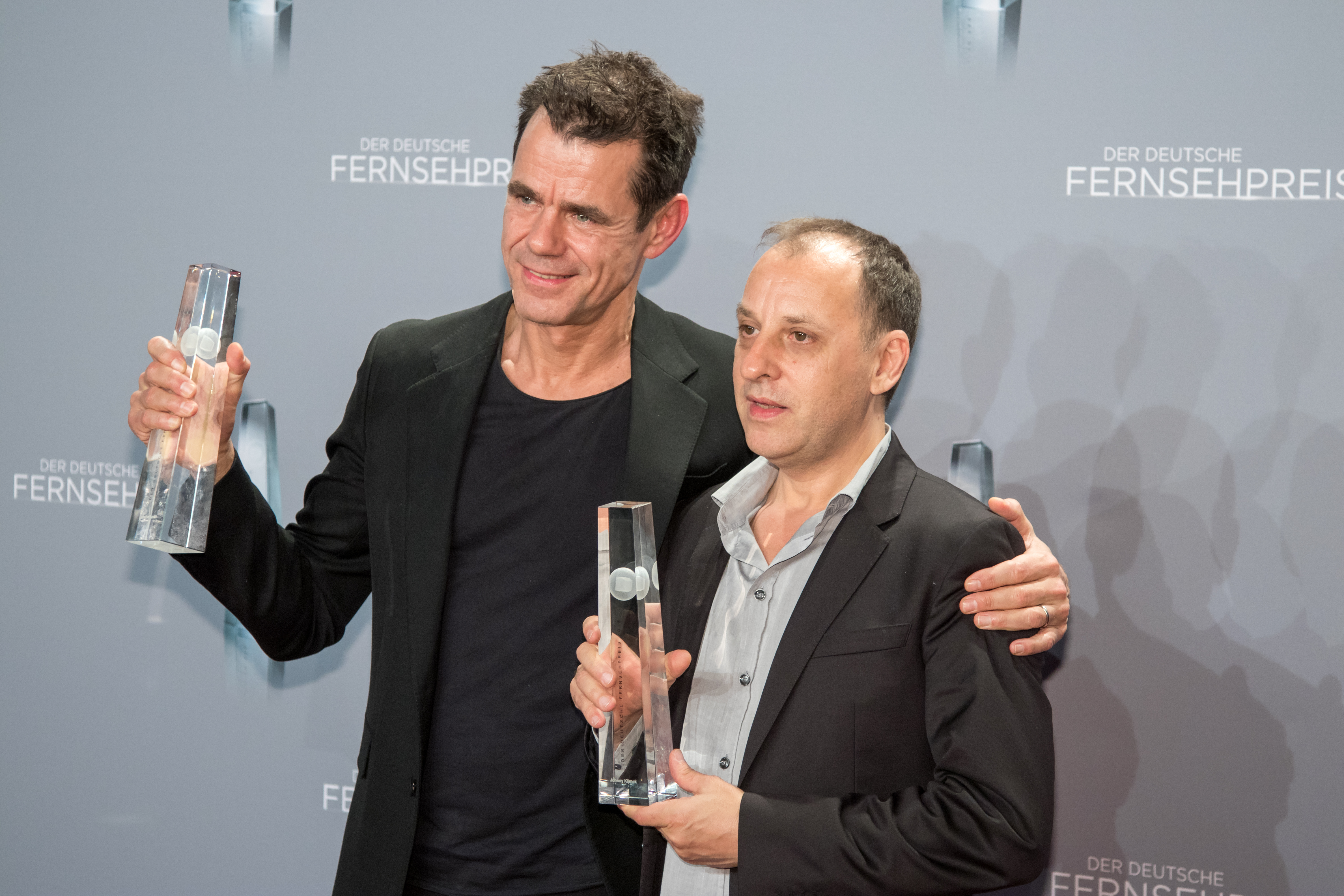
Johnny Klimek mit Tom Tykwer (Beste Musik)

Johnny Klimek und Tom Tykwer für Babylon Berlin (Sky/ARD)
The Notwist für Das Verschwinden (ARD/BR/NDR/SWR)
Stefan Will und Marco Dreckkötter für 4 Blocks (TNT Serie)

### Beste Ausstattung

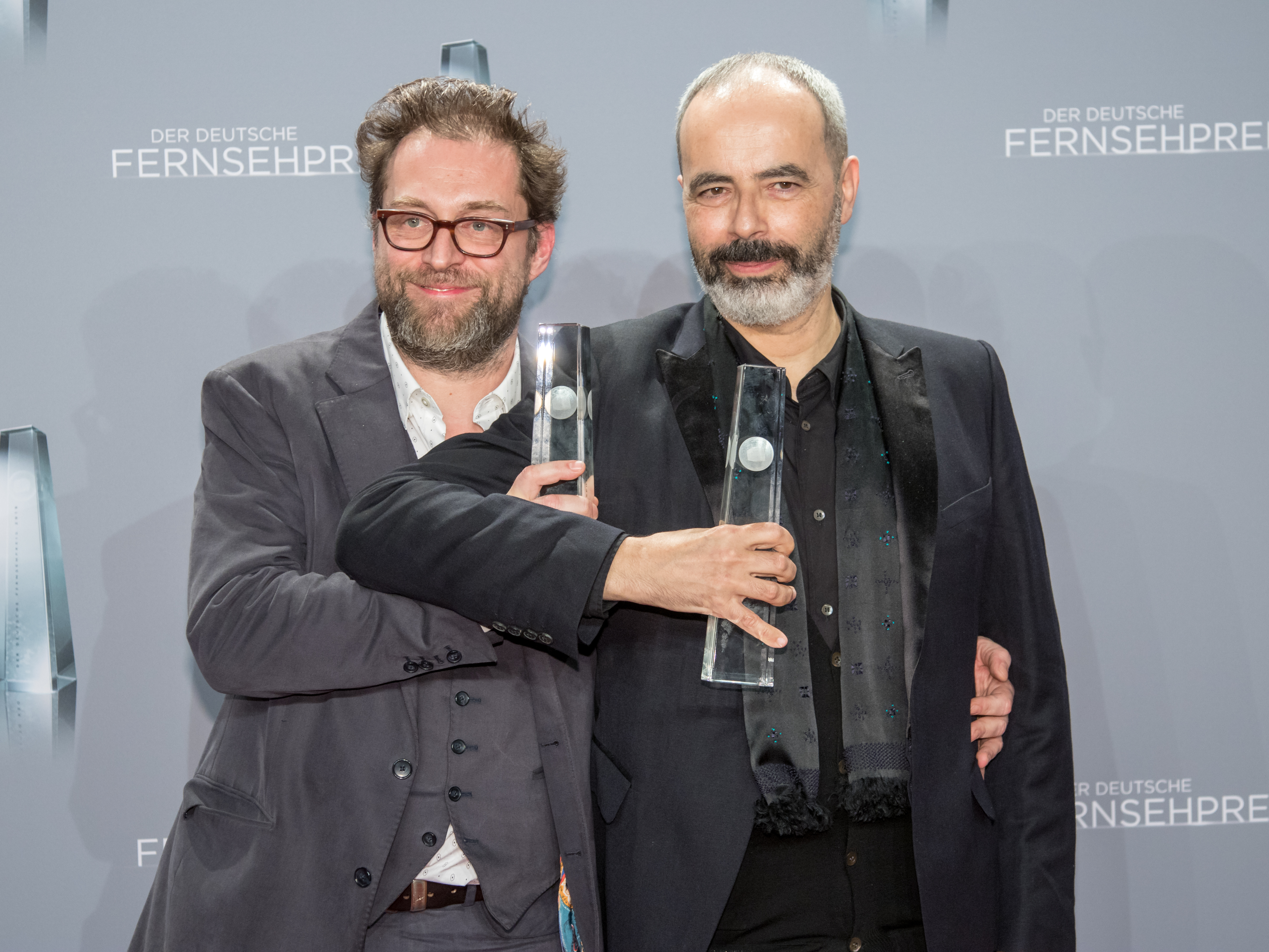
Uli Hanisch und Pierre-Yves Gayraud (beste Ausstattung)

Pierre-Yves Gayraud und Uli Hanisch für Babylon Berlin (Sky/ARD)
Bernd Lepel für Charité (ARD/MDR) und Der gleiche Himmel (ZDF)
Esther Walz für Katharina Luther (ARD/MDR/BR/SWR)

### Beste Information

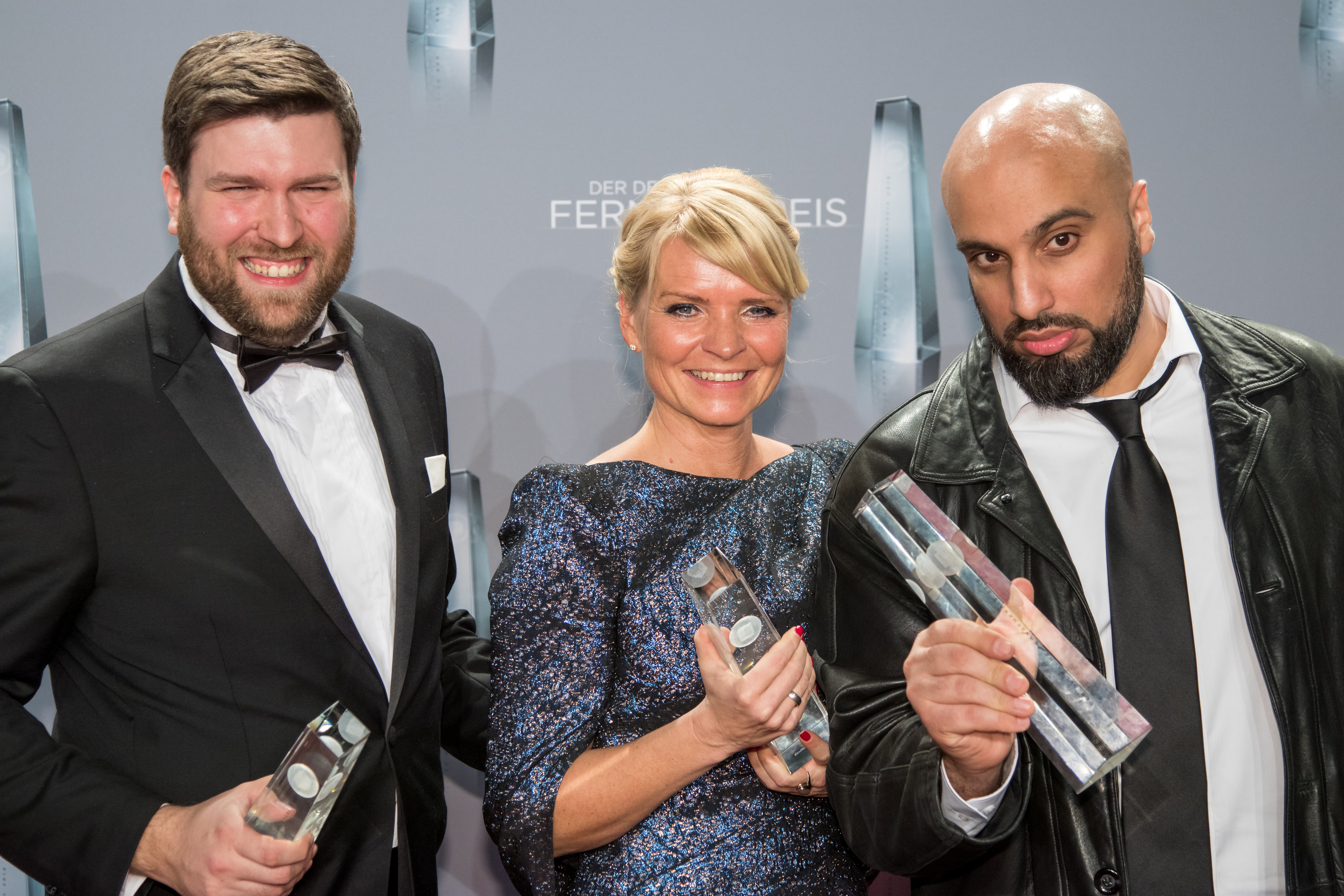
Matthias Walter, Carina Teutenberg und Abdelkarim von Endlich Klartext!

Endlich Klartext! – Der große RTL II Politiker-Check (RTL II)
Fahrbereitschaft (rbb)
Volksvertreter (ZDFneo)

### Beste Moderation/Einzelleistung Information

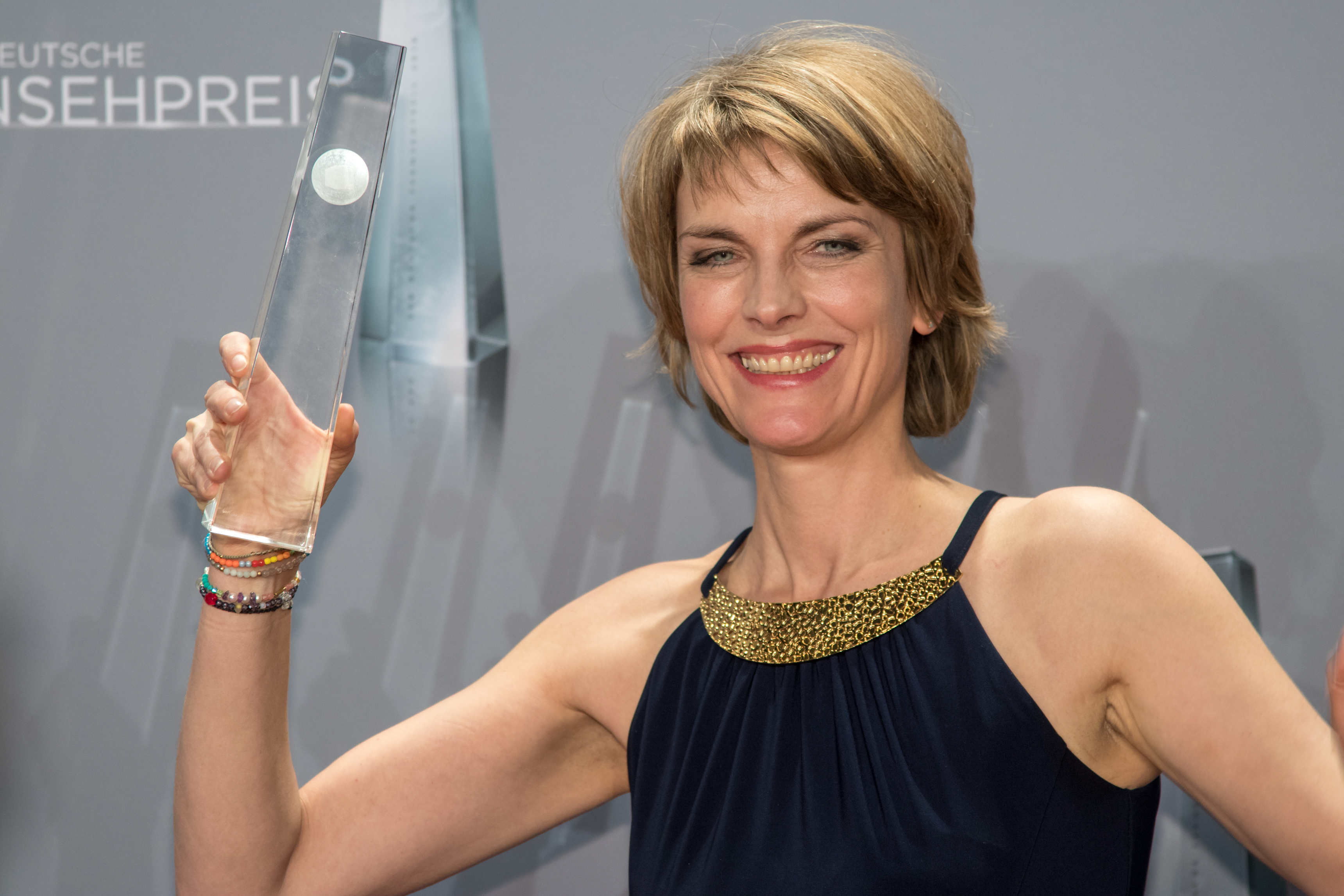
Marietta Slomka

Marietta Slomka für heute-journal (ZDF)
Dunja Hayali für ZDF-Morgenmagazin (ZDF) und dunja hayali (ZDF)
Caren Miosga für Tagesthemen (ARD)

### Beste Dokumentation/Reportage

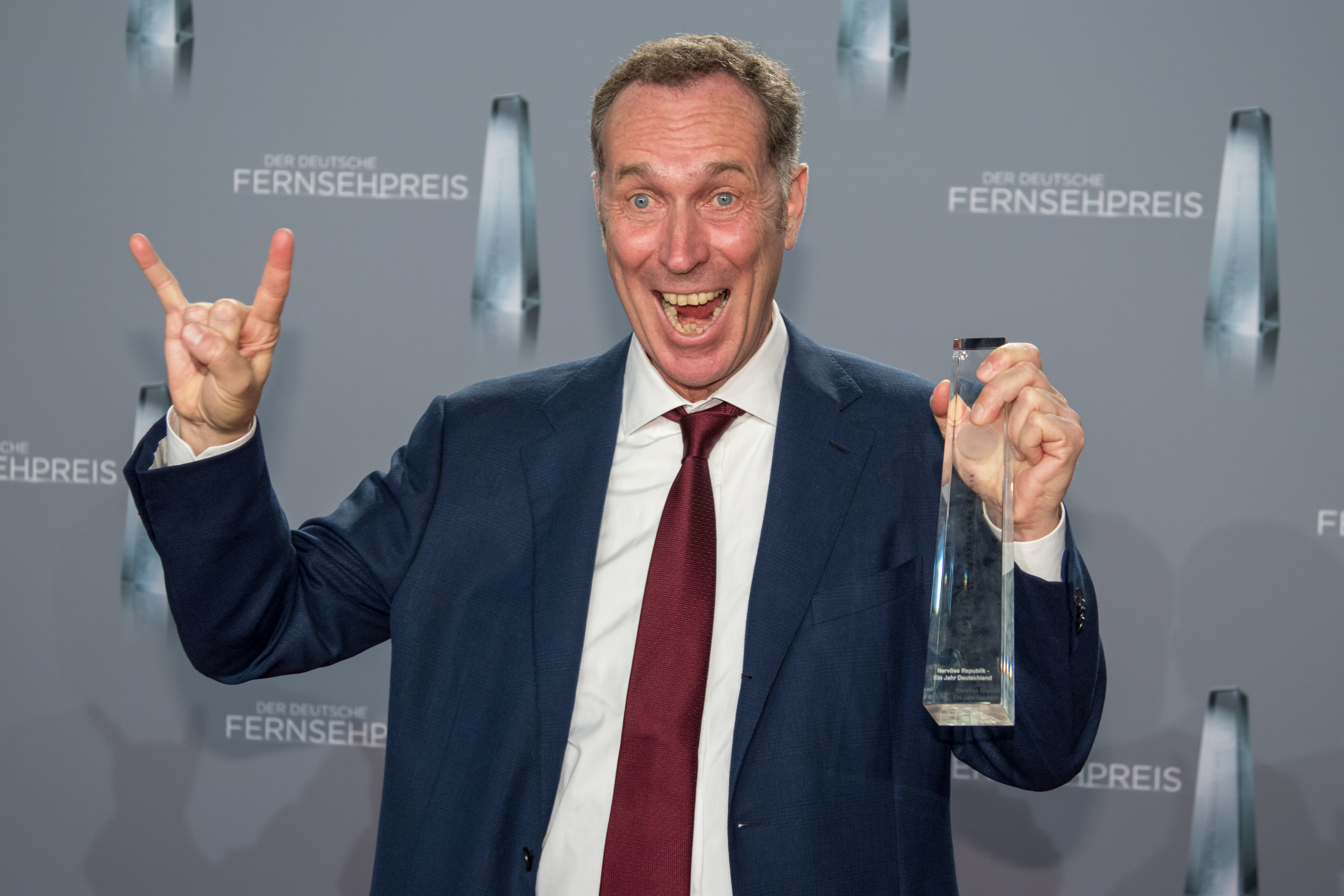
Stephan Lamby – Autor von Nervöse Republik – Ein Jahr Deutschland

Nervöse Republik – Ein Jahr Deutschland (ARD/NDR/rbb)
Drei Tage im September. Angela Merkels einsame Entscheidung (Arte/MDR)
RTL extra: Fake News (RTL)
Die Story im Ersten: Das Darknet – Eine Reise in die digitale Unterwelt (ARD/NDR)
ZDFzoom: Gefährliche Verbindungen – Trump und seine Geschäftspartner (ZDF)

### Bestes Infotainment

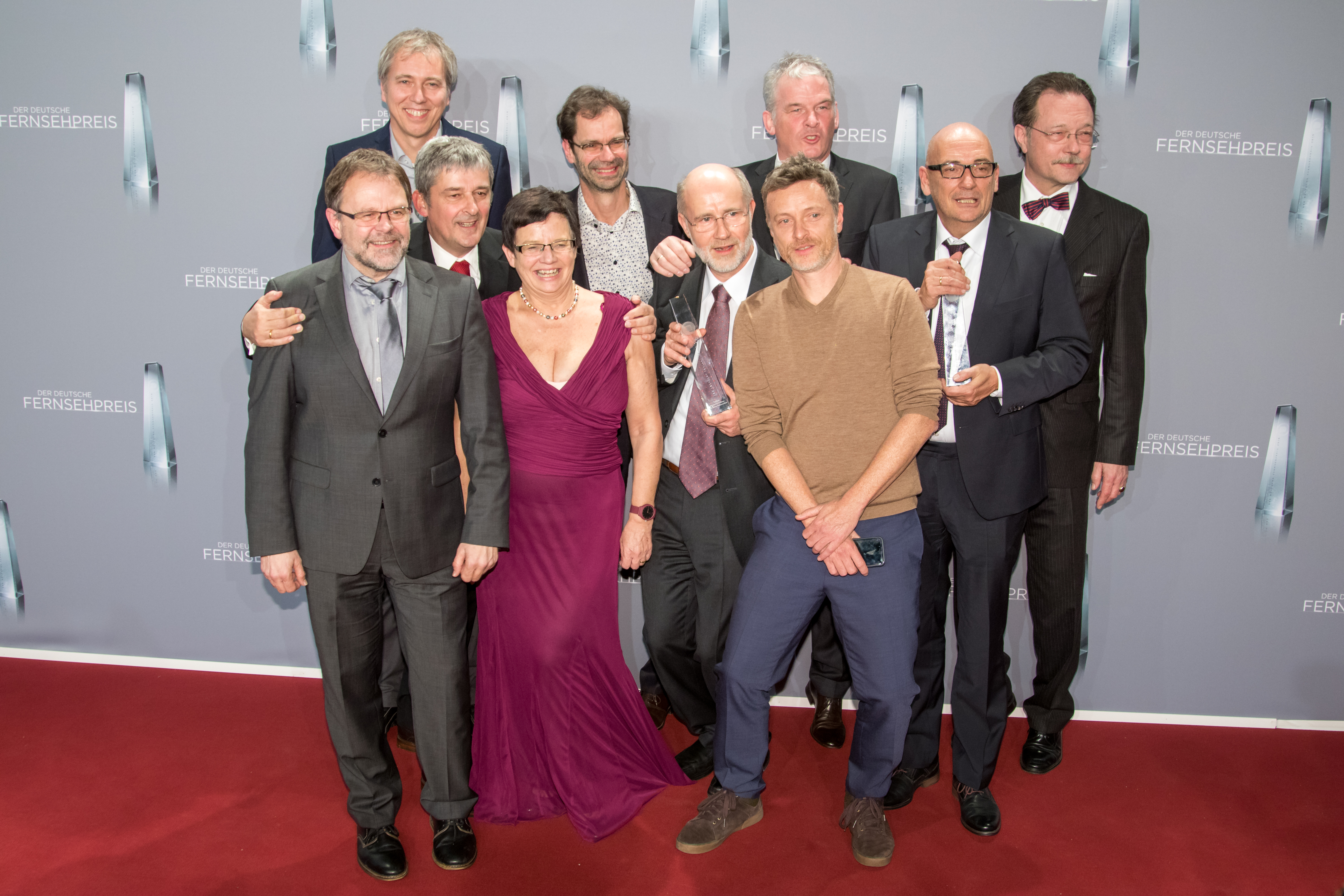
Das Team von Terra X mit dem Deutschen Fernsehpreis

Terra X: Der große Anfang – 500 Jahre Reformation (ZDF)
Panorama – die Show: Früher war alles besser (NDR)
Uncovered (ProSieben)

### Beste Comedy
extra 3 (ARD/NDR)
heute-show (ZDF)
Kroymann (ARD/RB)

### Beste Unterhaltung Primetime

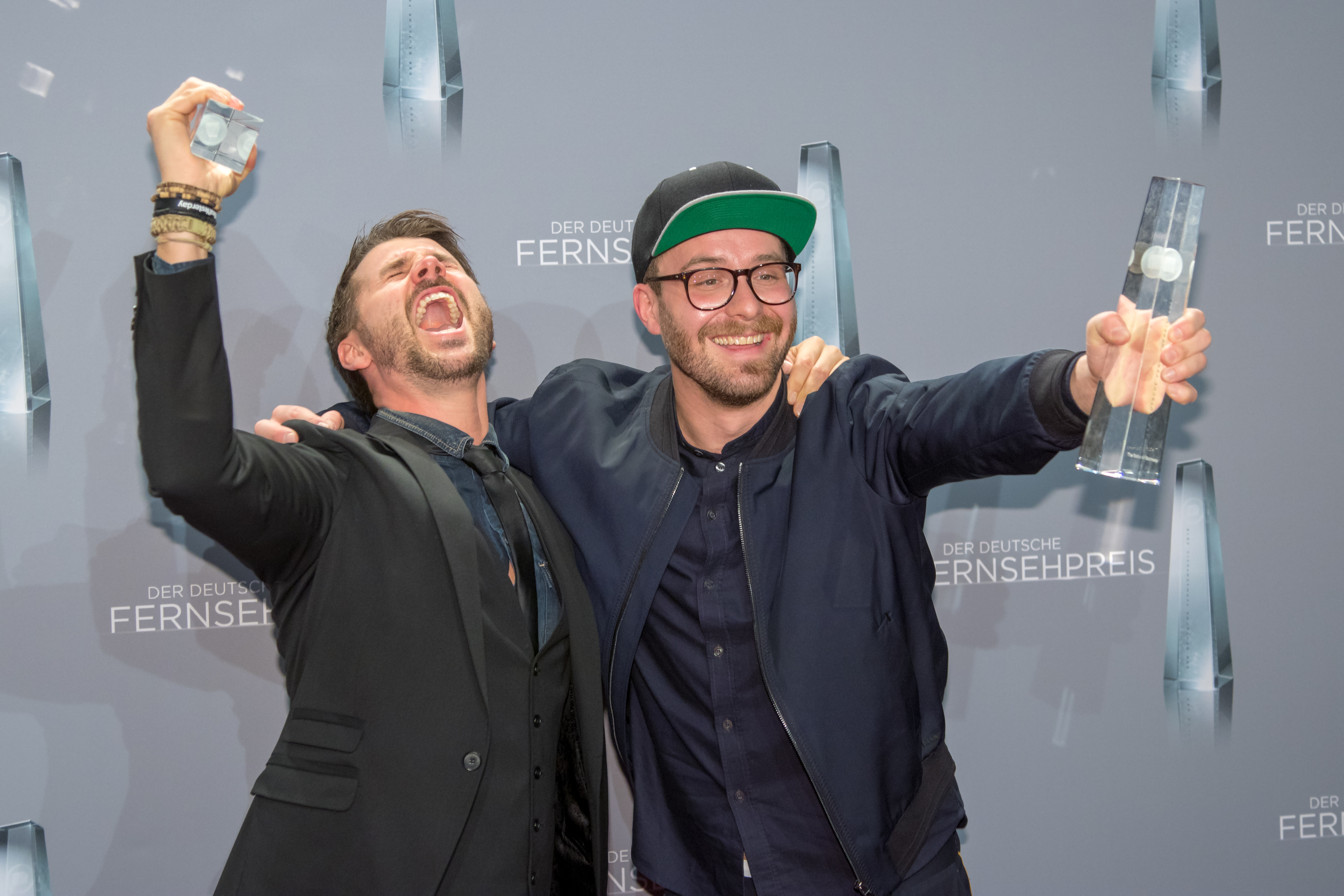
Mark Forster und Thore Schölermann von The Voice of Germany als Preisträger

The Voice of Germany (ProSieben/Sat.1)
Ninja Warrior Germany (RTL)
Sing meinen Song – Das Tauschkonzert (VOX)

### Beste Unterhaltung Late Night
Luke! Die Woche und ich (Sat.1)
Neo Magazin Royale (ZDF/ZDFneo)
Die Pierre M. Krause Show (SWR)

### Beste Moderation/Einzelleistung Unterhaltung
Michael Kessler für Kessler ist … Wolfgang Bosbach (ZDF)
Luke Mockridge für Luke! Die Schule und ich/Luke! Die Woche und ich/Luke! Die 90er und ich/Luke! Das Jahr und ich (Sat.1)
Sonja Zietlow und Daniel Hartwich für Ich bin ein Star – Holt mich hier raus! (RTL)

### Bestes Factual Entertainment
Kitchen Impossible (VOX)
Dein Song (KiKA/ZDF)

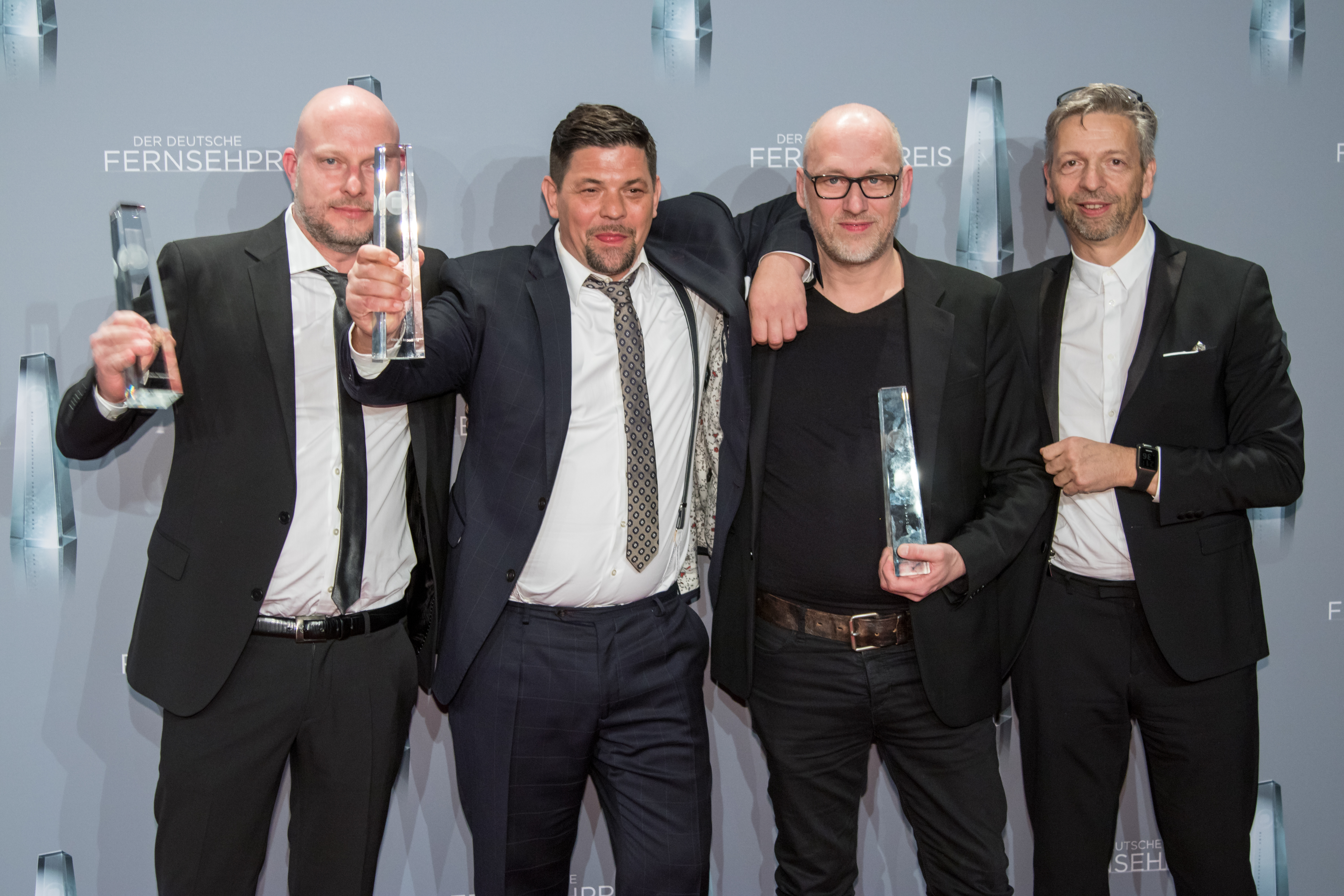
Team von Kitchen Impossible

Feuer & Flamme – Mit Feuerwehrmännern im Einsatz (WDR)

### Beste gestalterische Leistung Unterhaltung (Regie, Buch, Schnitt)

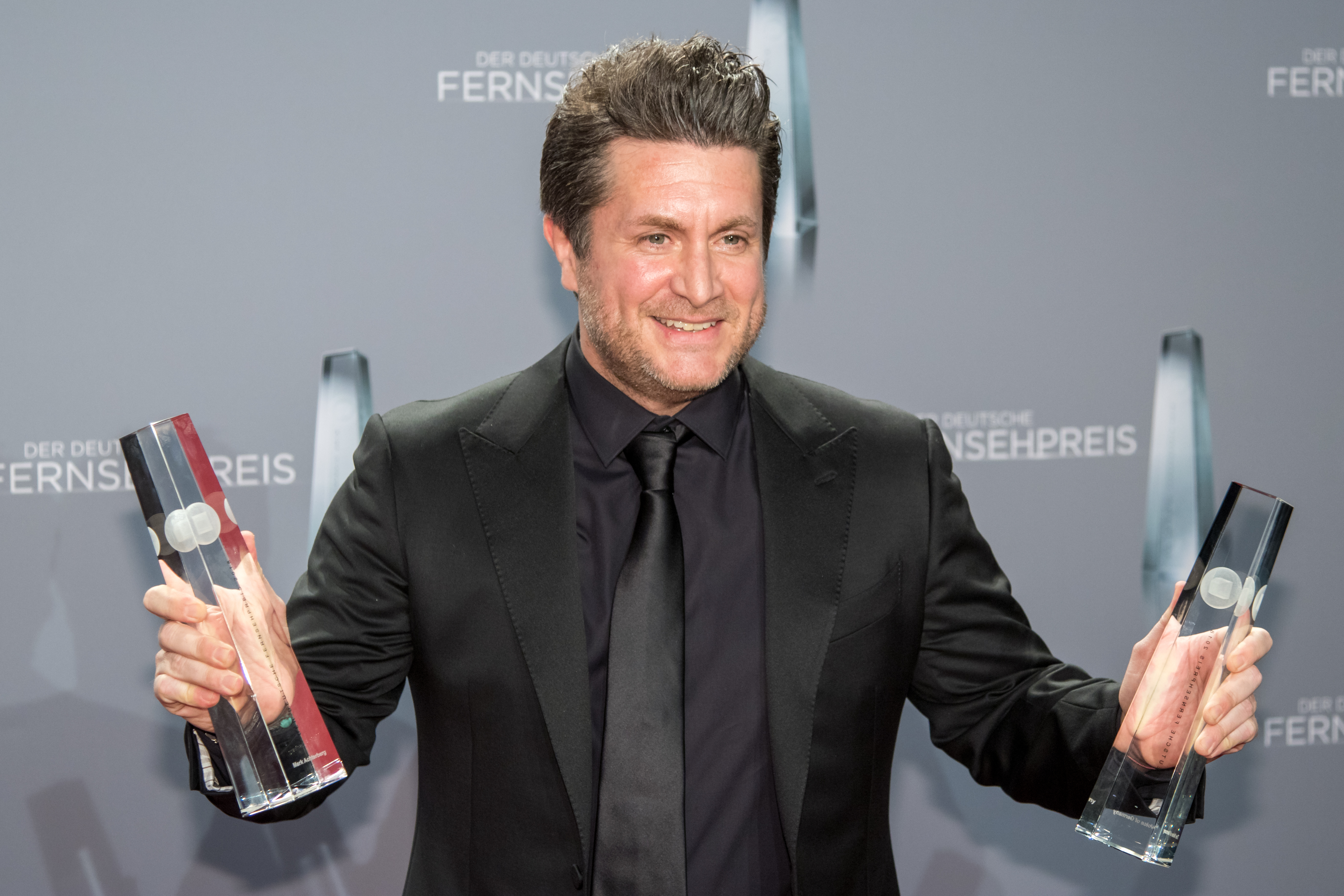
Mark Achterberg

Mark Achterberg für Let’s Dance (RTL) und Germany’s Next Topmodel – Das Finale (ProSieben)
Micky Beisenherz, Jens Oliver Haas und Jörg Uebber für Ich bin ein Star – Holt mich hier raus! (RTL)
Ralf Kamin und Christian Bender für The Taste (Sat.1)

### Beste Sportsendung
Boris Becker und Matthias Stach für US Open (Eurosport)
Sascha Bandermann, Rick Goldmann und Basti Schwele für Eishockey-WM (Sport1)
Florian König und Niki Lauda für Formel 1 (RTL)

## Weitere Preisträger
Die folgenden Preise sind von den Stiftern des Deutschen Fernsehpreises gesetzte Preise und wurden ohne vorherige Nominierung verliehen. Zu den Stiftern 2018 gehörten wie seit 2016 Frank Hoffmann, Geschäftsführer von RTL Television, Thomas Bellut, Intendant des ZDFs, Tom Buhrow, Intendant des WDRs, sowie Kaspar Pflüger, Geschäftsführer von Sat.1.

### Ehrenpreis der Stifter

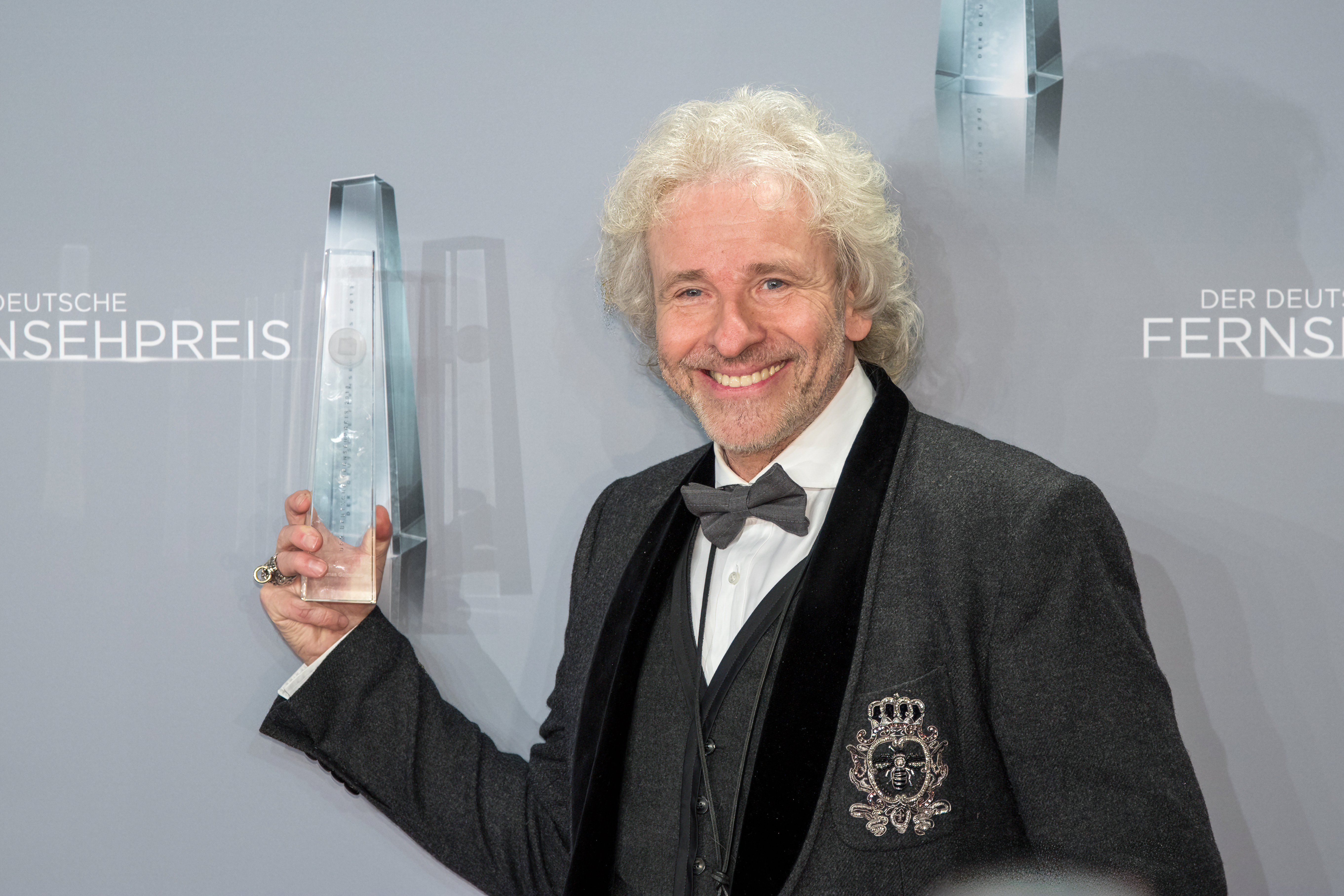
Thomas Gottschalk erhielt den Ehrenpreis der Stifter beim Deutschen Fernsehpreis 2018 für sein Lebenswerk

Mit dem Ehrenpreis ehrten die Stifter des Deutschen Fernsehpreises eine Person für ihre Verdienste in Film und Fernsehen. Der Preisträger wurde vor der Verleihung am 16. Januar 2018 bekannt gegeben. Thomas Gottschalk wurde für sein Lebenswerk geehrt.

### Förder-/Nachwuchspreis

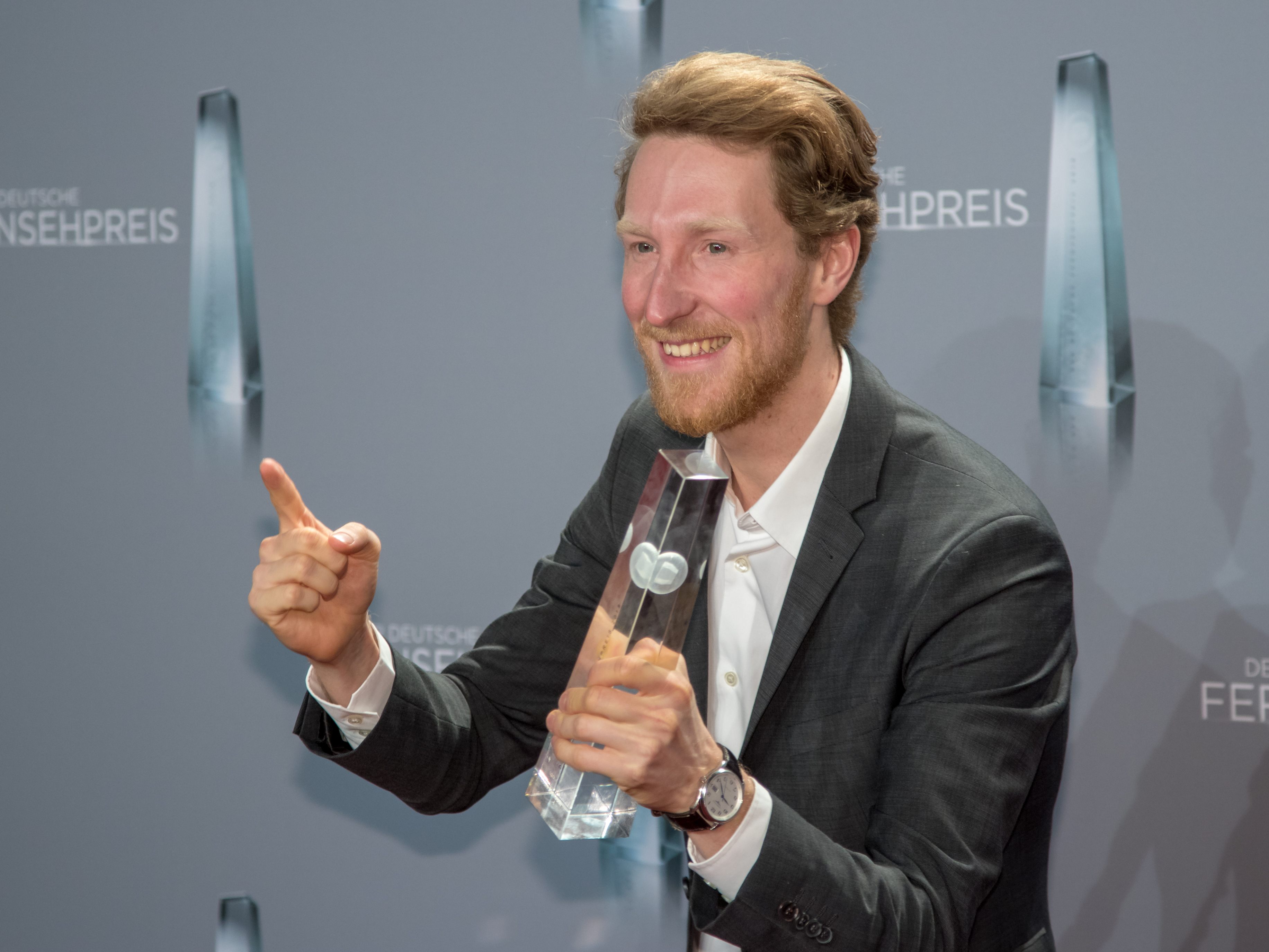
Louis Klamroth

Der mit 10.000 Euro dotierte Förderpreis für den Nachwuchs wurde während der Verleihung bekannt gegeben und zweimal verliehen. Ihn erhielten der Comedian Fabian Köster für seine Beiträge in der heute-show (ZDF) sowie der Journalist und Moderator Louis Klamroth für die Sendung Klamroths Konter (n-tv).

## Besondere Vorkommnisse

### Umgang mit Drehbuchautoren sowie Protest über die Einladungs- und Nominierungspolitik
Am 10. Januar, als die ersten Einladungen zur Verleihung verschickt worden waren, bekam unter anderem die Drehbuchautorin Kristin Derfler keine, obwohl der Mehrteiler Brüder, zu dem sie Idee und Drehbuch geliefert hatte, in der Kategorie Bester Mehrteiler nominiert war. Auf Nachfrage erfuhr sie, dass der Deutsche Fernsehpreis dadurch, dass es in diesem Jahr eine weitere Serienkategorie gibt, ein Platzproblem hat und daher generell bei allen Filmproduktionen in der ersten Einladungsrunde darauf verzichtet wurde, Autorinnen und Autoren einzuladen.
Daraufhin beklagte sie sich in einem Facebook-Posting darüber, dass in einer ersten Einladungsrunde in den Werkskategorien nur Produzenten, Regisseure und Redakteure eingeladen wurden, nicht aber Autoren. Auch der Verband Deutscher Drehbuchautoren forderte in einem offenen Brief vom Stifterrat des Deutschen Fernsehrats eine Änderung der Einladungspraxis. Ebenfalls von vielen Produzenten und Regisseuren erhielt sie Unterstützung; so rief unter anderem Regisseur Leander Haußmann auf Facebook zum Boykott des Fernsehpreises auf.
Schließlich am 18. Januar 2018 beschlossen die Stifter in Abweichung der bisherigen Nominierungspraxis in den Kategorien Bester Fernsehfilm und Bester Mehrteiler die Autoren gemeinsam mit den Produzenten, den Regisseuren und Redakteuren (stellvertretend für das Team) zu nominieren. Zudem wurden Änderungen in der Nominierungspraxis für kommende Verleihungen in Aussicht gestellt.